# Kolozsvári református tanári lakások
A református tanári lakások késő barokk épületegyüttes Kolozsváron a Farkas utca északi oldalán, a 13., 15., 17. és 19. számok alatt.

## Történet

### Előzmények
Már I. Rákóczi György is tervezte, hogy a templom és kollégium mellé papi és tanári lakásokat építtet, de ez nem valósult meg. Az 1717-ben elhunyt Szathmárnémethi Sámuel saját Farkas utcai házát (17. szám) a református egyházközségre hagyta, azzal a kikötéssel, hogy abban mindig egy tanár lakjék. 1726-ban Bánffy György főgondnok egy Belső-Közép utcai házat adományozott, amelyet az egyház 1745-ben a Farkas utca 13. szám alattira cserélt. 1746-ban az egyház megvásárolta a két ház közötti ingatlant, majd 1750-ben a kollégium tulajdonába került a 19. számon található telek is. Az 1785-ben tartott népszámláláskor a négy házban Szathmári Pap Mihály, Bodoki József, Pataki Sámuel és Incze Mihály professzorok laktak. Az 1798. augusztus 31-i tűzvész során mind a négy ház súlyosan károsodott, így a kollégium vezetése új házak építéséről döntött.

### 19. század
A házak keletről nyugatra haladva épültek meg Josef Leder és sógora, Johannes Sommer tervei alapján. Az elsőt még maga Leder építette, a továbbiakat Georg Winkler és Johannes Sommer. Az első két ház építését 1800. májusában kezdték el, és 1802-ben valószínűleg be is fejezték, mert a következő évben a kollégium számadásában már nem szerepel erre előirányozott összeg. Az építés költsége 9472,55 német forintot tett ki.
Ezt követően a források szűkössége miatt a tanári házak építése leállt. 1809. áprilisban három további ház tervét készíttették el, de a következő ház építését csak 1813. júniusban kezdték el. 1814-ben az építkezés ismét elakadt, és a negyedik ház építésére csak 1826–1829 között került sor. A negyedik ház építésének költsége  16 326 Rft volt.
1900-ban emléktáblával jelölték meg Szilágyi Sándor történész születésének helyét.
A 11. szám alatt szintén egy tanári lakás állt; a földszintes épületet 1969 körül bontották le, és az Emil Racoviță Főgimnázium új szárnyát építették a helyére.

### 20. század
1923-ban a két középső ház kapualját beépítették, és a földszinten is lakásokat alakítottak ki; ugyanekkor az udvar felé egy egyszintes épületet is hozzáragasztottak.
1944. októberben a szovjet katonák innen vitték munkatáborba Bartalis József matematikatanárt és Bodrogi János természetrajz tanárt; mindketten a Szovjetunióban hunytak el 1945-ben.
1948-ban az épületeket államosították; 1996 után magánszemélyeknek értékesítették.

## Híres lakók

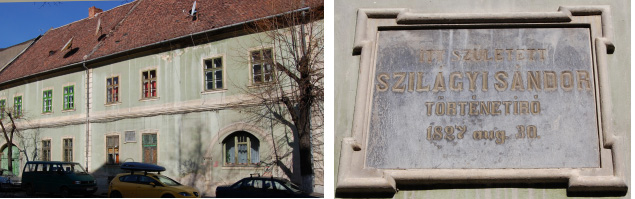
Szilágyi Sándor szülőháza és emléktáblája

- Áprily Lajos, a magyar és német irodalom tanára; egy ideig nála lakott albérletben Kuncz Aladár[8]
- Árkossy Sándor földrajz-, történelem- és csillagászattanár, igazgató[9]
- Gönczy László igazgató[6]
- Gyulai Pál irodalomkritikus,[10] a költészeti osztály tanára
- Hegedűs István[11] klasszika-filológia tanár, igazgató
- Imre Sándor[11] pedagógus
- Kovács Dezső igazgató[10]
- Méhes Sámuel matematika- és fizikatanár, igazgató[12]
- Sámi László történelemtanár[13]
- Seprődi János zenetörténész[13]
- id. Szilágyi Ferenc filológia-professzor[6]
- ifj. Szilágyi Ferenc filológia-professzor[6]; a lakásában született fia, Szilágyi Sándor[3]
- Török István igazgató,[13] történelemtanár
- Tulogdy János természetrajz- és geológiatanár[9]
- Tárcza Bertalan ének- és zenetanár[9]

## Az irodalomban
A Farkas utcai tanári lakások megjelennek Ignácz Rózsa Anyanyelve magyar című regényében (1937), valamint Szabó Dezső A bölcsőtől Budapestig című visszaemlékezésében (1944).